# Motor aeronáutico

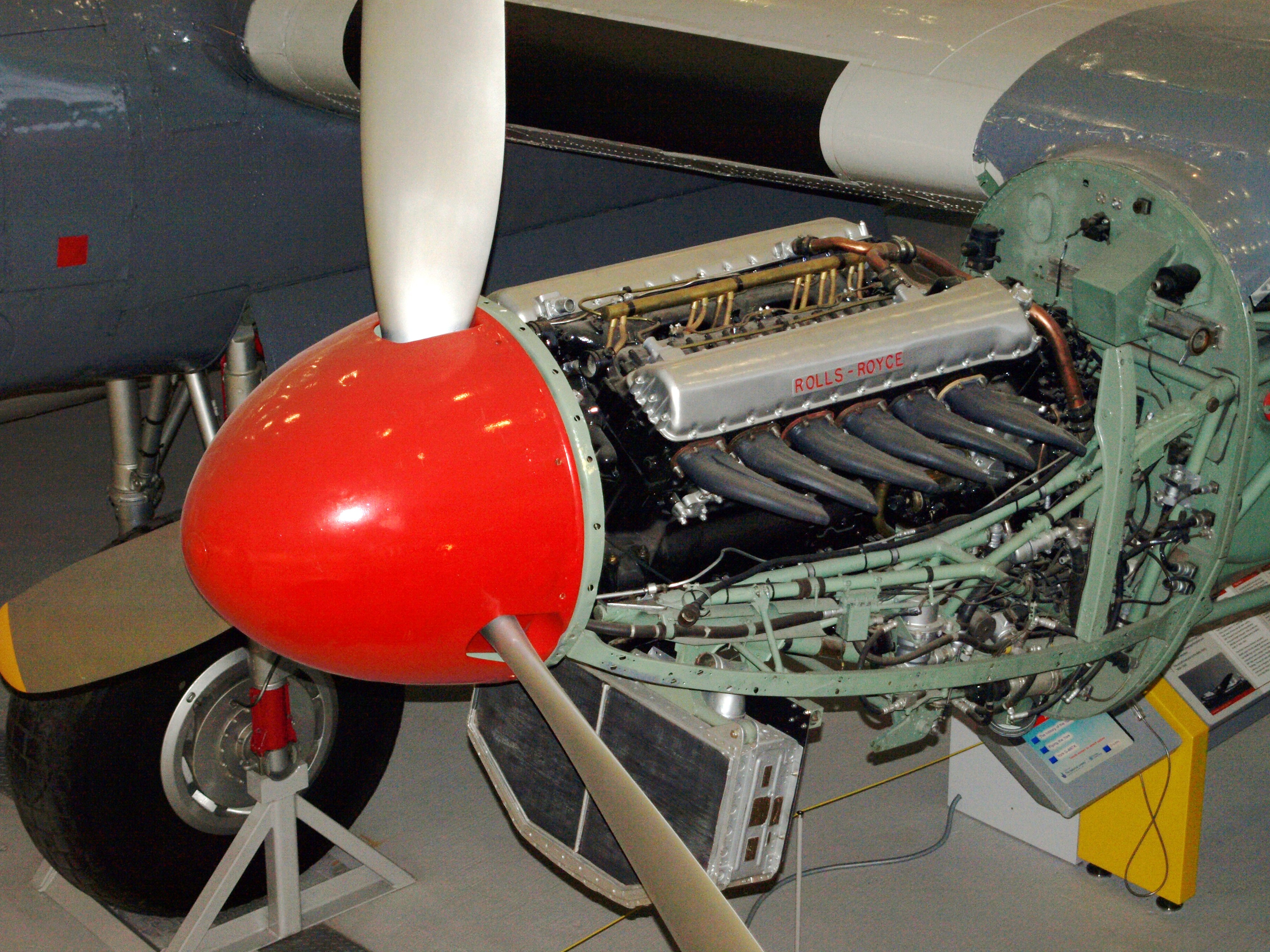
Um motor Rolls-Royce Merlin instalado em um Avro York preservado.

Um motor aeronáutico é aquele que se utiliza para a propulsão de aeronaves mediante a geração de uma força de empuxo.
Existem distintos tipos de motores de aviação ainda que se dividam em duas classes básicas: motores recíprocos (ou de pistão) e a reação (onde se incluem os motores a jato). Recentemente e graças ao desenvolvimento pela NASA e outras entidades, se iniciou também a produção de motores elétricos para aeronaves que funcionem com energia solar.